# Джеффрі Євгенідіс
Джеффрі Євгенідіс (англ. Jeffrey Eugenides; 13 квітня 1960) — американський письменник, лауреат Пулітцерівської премії за роман «Середня стать». Автор багатьох оповідань та есе, а також трьох романів.

## Життєпис
Народився 13 квітня 1960 року в Детройті, штат Мічиган. Був третім сином у родині. Батько — син грецьких емігрантів з Малої Азії, мати — англо-ірландського походження. 1982 року здобув ступінь бакалавра в Браунському університеті, після чого рік подорожував Європою. Співпрацював з матір'ю Терезою в Колкаті. Здобув диплом магістра в Стенфордському університеті у сфері творчого письма.
1986 року оповідання «Here Comes Winston, Full of the Holy Spirit» принесло Джеффрі стипендію Американської академії кінематографічних мистецтв і наук. Його оповідання друкувалися в різних журналах та збірниках «The New Yorker», «The Paris Review», «The Yale Review», «Best American Short Stories», «The Gettysburg Review», «Granta». 1991 року в журналі «Paris Review» з'явився перший розділ його дебютного роману «Самогубці-незайманки» (The Virgin Suicides).
Деякий час жив у Сан-Франциско, згодом переїхав до Брукліна (Нью-Йорк), де працював секретарем в Академії американських поетів. У Нью-Йорку познайомився з багатьма письменниками, зокрема з Джонатаном Франзеном. Публікація першого роману привернула до Євгенідіса увагу видавців, і вже незабаром письменник підписав контракт на наступну книжку. Так, 2002 року світ побачив другий роман письменника — «Середня стать» (Middlesex), що 2003 року був відзначений Пулітцерівською премією і перекладений більше ніж 15 мовами. Це багатогранний роман-епопея про інтерсексуала Калліопу, що в ході розвитку історії перетворюється на Калла.
2011 року Євгенідіс опублікував третій роман – «Весільна змова» (The Marriage Plot).
З 1999 до 2004 року жив у Берліні. З 2007 року живе і працює в Принстоні, штат Нью-Джерсі, викладає творче письмо в Центрі мистецтв Пітера Б. Льюїса.

## Український переклад
- Середня стать / Джеффрі Євгенідіс ; пер. з англ. Анни Вовченко. — Львів : Видавництво Старого Лева, 2018. — 704 с. — ISBN 978-617-679-431-8[6].